# Konstantinos Karamanlis
Konstantínos G. Karamanlís (în greacă Κωνσταντίνος Γ. Καραμανλής) (n. 8/21 martie 1907, Proti, Serres⁠(d), Macedonia și Tracia⁠(d), Grecia – d. 23 aprilie 1998, Atena, Grecia) a fost un politician din Grecia.
De patru ori prim-ministru și de două ori președinte al Greciei, a fost o figură centrală a vieții politice grecești, cu o carieră întinsă pe mare parte din a doua jumătate a secolului al XX-lea.

## Viața timpurie
S-a născut în orașul Proti, Macedonia, Imperiul Otoman (acum Grecia). El a devenit cetățean grec în 1913, după ce Macedonia a fost anexată de Grecia la finalul celui de al Doilea Război Balcanic. Tatăl său era Georgios Karamanlis, un profesor care a luptat în Conflictul Grec pentru Macedonia, în 1904–1908. După ce și-a petrecut copilăria în Macedonia, s-a dus la Atena pentru a-și susține doctoratul în drept. A practicat dreptul în Serres, a intrat în politică în Partidul Poporului și a fost ales membru al Parlamentului pentru prima dată la vârsta de 28 de ani, la alegerile legislative din 1936. Datorită problemelor de sănătate, Karamanlis nu a participat la Războiul greco-italian.

## Primul mandat de prim-ministru
După cel de-al Doilea Război Mondial, Karamanlis a avut o ascensiune rapidă pe plan politic. A fost susținut de colegul de partid și prietenul său apropiat Lambros Eftaxias, care a fost ministrul agriculturii în cabinetul premierului Konstantinos Tsaldaris. Prima funcție politică importantă a fost cea de Ministru al Muncii și al Protecției Sociale în 1947. A mai fost Ministrul Mediului în guvernul Alexandros Papagos. A câștigat admirația Ambasadei Statelor Unite pentru eficiența cu care a construit drumuri și a administrat programele americane de ajutorare.
Când Alexandros Papagos a decedat datorită unei boli (1955), Regele Paul I al Greciei l-a numit pe Karamanlis, atunci în vârstă de 48 de ani, în funcția de prim-ministru. Regele a evitat să numească pe vreunul din Stephanos Stephanopoulos sau Panagiotis Kanellopoulos, cei doi grei fiind considerați cei mai probabili succesori ai lui Papagos. Karamanlis a devenit pentru prima dată prim-ministru în 1955, și a reorganizat pardidul Adunarea Greacă (Ελληνικός Συναγερμός), schimbându-i denumirea în Uniunea Națională Radicală. Unul din primele proiecte de lege pe care le-a promovat în perioada ca prim-ministru a fost acordarea dreptului de vot femilor, care era inactiv deși fusese aprobat în 1952. Karamanlis a câștigat trei scrutine succesive (1956, 1958 și 1961).
În 1959 a anunțat un proiect pe cinci ani (1960–65) pentru economia greacă, dorind progresul agriculturii și al producției industriale, investiții majore în infrastructură și promovarea turismului. Pe plan internațional, Karamanlis a abandonat fostul obiectiv strategic al guvernului de unire a Ciprului cu Grecia, în favoarea susținerii independenței Ciprului. În 1958, guvernul său s-a angajat în negocieri cu Regatul Unit și Turcia, care au culminat cu Acordul de la Zürich ca bază a independenței Ciprului. Acesta a fost ratificat în 1959, la Londra, de Arhiepiscopul Macarie al III-lea.

### Afacerea Merten
Max Merten a fost un „Kriegverwaltungsrat” (consilier din administrația militară) al forțelor de ocupație naziste în Salonic. În 1959 a fost luat prizonier în Grecia și condamnat la 25 de ani, fiind considerat criminal de război. Pe 3 noiembrie în acel an, Merten a beneficiat de o amnistie pentru criminalii de război, și a fost eliberat și extrădat în Reublica Federală Germania după presiunile politice și economice din partea Germaniei de Vest (care, la acea vreme, a găzduit mii de imigranți greci) Arestarea lui Merten a înfuriat-o pe Regina Frederica, de origine germană, nepoata kaiserului Wilhelm al II-lea care s-a întrebat dacă "aceasta este calea pe care o înțelege domnul procuror în dezvoltarea relațiilor dintre Germania și Grecia?”
În Germania, Merten a fost achitat de toate acuzațiile datorită „lipsei de dovezi”. Pe 28 septembrie 1960 ziarele germane Hamburger Echo și Der Spiegel au publicat fragmente din extrădarea sa către autoritățile germane în care Merten susține că Karamanlis, apoi Ministrul Internelor Takos Makris și soția sa Doxoula (pe care a descris-o ca nepoata lui Karamanlis), împreună cu Ministrul adjunct al Internelor George Themelis au fost informatori în timpul ocupației naziste a Greciei. Merten a pretins că Makris și Karamanlis au fost recompensați pentru serviciile aduse cu o afacere din Salonic, care aparținuse unui evreu grec deportat la Auschwitz. A mai precizat că el a făcut presiuni asupra lui Karamanlis și Makris pentru a-i acorda amnistia și a-l elibera din închisoare.
Karamanlis a respins acuzațiile ca fiind nefondate și absurde, și l-a acuzat pe Merten că a încercat „să-l șantajeze” înainte de a face declarațiile. De asemenea, Guvernul Germaniei de Vest a descris acuzațiile ca defăimătoare și calomnioase. Karamanlis a acuzat partidul de opoziție de pornirea unei campanii defăimătoare la adresa sa. Deși Karamanlis nu l-a dat niciodată în judecată pe Merten, Takos, Doxoula Makris și Themelis au dat în judecată ziarul Der Spiegel într-un tribunal grec, iar revista a fost găsită vinovată de calomnie în 1963. Merten nu a participat la procedurile de judecată. Afacerea Merten a rămas în centrul discuțiilor politice până în 1961.
Acuzațiile lui Merten împotriva lui Karamanlis nu au fost niciodată coroborate într-o instanță de judecată. Istoricul Giannis Katris, un critic aprig al lui Karamanlis, a afirmat că acesta ar fi trebuit să-și dea demisia și să-l traduca în justiție pe Merten într-o instanță germană pentru a-și spăla onoarea. Cu toate acestea, Katris respinge acuzațiile ca fiind „nefondate” și „evident false”.

### Viziunea europeană
Încă din 1958 Karamanlis a promovat cu mult elan aderarea Greciei la Comunitatea Europeană. El a considerat aderarea Greciei la CE un vis personal deoarece o privea ca realizarea a ceea ce numea „Destinul european al Greciei”.
A făcut lobby în acest sens pe lângă mai mulți lideri europeni, printre care cancelarul german Konrad Adenauer și președintele francez Charles de Gaulle, lobby urmat de doi ani de negocieri intense cu Bruxelles-ul.
Eforturile sale intense au dat roade și pe 9 iulie 1961 guvernul său și europenii au semnat protocoalele Tratatului de asociere a Greciei la Comunitatea Economică Europeană. Ceremonia semnării a avut loc în Atena care a primit delegațiile guvernelor importante din blocul celor șase membri: Germania, Franța, Italia, Belgia, Luxemburg și Olanda, un precursor al Uniunii Europene.
Ministrul economiei Aristidis Protopapadakis și ministrul de externe Evangelos Averoff au fost și ei prezenți. Printre delegații europeni s-au mai numărat și vice-cancelarul Ludwig Erhard și ministrul de externe belgian Paul-Henri Spaak, un pioner al Uniunii Europene și laureat al Premiului Carol cel Mare la fel ca și Karamanlis.
Aceasta a avut un efect benefic în economia izolată a Greciei, rupând dependențele economice și ajutorul militar al Statelor Unite în special prin intermediul NATO. Grecia a devenit prima țară europeană care a primit statutul de membru asociat după cele șase națiuni fondatoare ale CEE. În noiembrie 1962 tratatul de aderare și-a făcut efectul pregătind primirea funcției de membru cu drepturi depline al CEE în 1984, după eliminarea treptată a tuturor taxelor vamale grecești asupra importurilor din CEE. O clauză finanicară din protocolul principal a asigurat între anii 1962 și 1972 împrumuturi în valoare de 300 milioane de dolari subvenționate de Comunitatea Europeană pentru a mări competitivitatea economiei elene înainte ca țara să devină membru cu drepturi depline. Ajutorul financiar, precum și protocolul de aderare, au fost suspendate între anii de juntă 1967-74, perioadă în care Grecia a fost exclusă din CEE. De asemenea, în timpul dictaturii, Grecia s-a retras din Consiliul Europei de teama unor investigații jenante ale Consiliului, urmate de acuzațiile de practică a torturii.
La puțin timp după întoarcerea în Grecia după metapolitefsi, în 1975, Karamanlis a reactivat eforturile pentru ca Grecia să devină membră cu drepturi depline pe baza motivelor politice și economice. Karamanlis era convins că poziția de membru în CEE va asigura stabilitatea politică într-un stat care trecea de la dictatură la democrație.
În mai 1979 a semnat tratatul de aderare. Grecia a devenit al zecelea membru al Uniunii Europene pe 1 ianuarie 1981, cu trei ani mai devreme decât se prevedea în protocol.

## Auto-exilul
În alegerile din 1961, Uniunea Națională Radicală a câștigat 50,80 % din votul alegătorilor. Pe 31 octombrie, Georgios Papandreou a declarat că rezultatele electorale erau așa datorită alegerilor trucate și a fraudelor. Karamanlis a răpuns că dacă ar fi fost așa, frauda electorală a fost coordonată de Palat. Tensiunile politice s-au acutizat, Papandreou refuzând să recunoască guvernul Karamanlis. Pe 14 noiembrie 1961 a inițiat un „protest aspru”("ανένδοτο αγώνα") împotriva lui Karamanlis.
Tensiunile între Karamanlis și Palat au crescut și mai mult deoarece Karamanlis a folosit dreptul de veto împotriva inițiativei de strângere de fonduri a Reginei Frederica. Pe 17 iunie 1963 Karamanlis și-a dat demisia din funcția de prim-ministru, după o contră cu Regele Paul al Greciei, și a petrecut patru luni în străinătate. Între timp țara era în fierbere în urma asasinării lui Gregoris Lambrakis, un parlamentar de stânga, de către extremiștii de dreapta în timpul unei demonstrații pentru pace în Salonic. Partidul de opoziție l-a acuzat pe Karamanlis de complicitate morală la asasinat.
În alegerile din 1963, Uniunea Națională Radicală, condusă de el, a fost învinsă de Uniunea de Centru în frunte cu Georgios Papandreou. Dezamăgit de rezultat, Karamanlis a părăsit Grecia sub numele Triantafyllides. Și-a petrecut următorii 11 ani în auto-exil în Paris, Franța. Karamanlis a fost urmat la conducerea UNR de Panagiotis Kanellopoulos.
În 1966, Constantin al II-lea al Greciei l-a trimis pe emisarul său Demetrios Bitsios la Paris cu misiunea de a-l convinge pe Karamanlis să se întoarcă în Grecia pentru a-și relua rolul din politica greacă. Conform afirmațiilor făcute de fostul monarh numai după ce ambii au decedat, Karamanlis i-ar fi răspuns lui Bitsios că s-ar întoarce cu condiția ca regele să impună legea marțială, așa cum era în prerogativul său constituțional.
Jurnalistul american Cyrus L. Sulzberger a susținut că Karamanlis a zburat la New York pentru a o vizita pe Lauris Norstad și pentru a cere ajutorul Statelor Unite în vederea unei lovituri de stat în Grecia, în care ar fi urmat să aducă la putere un regim conservator radical condus de el însuși; Sulzberger pretinde că Norstad nu a dorit să se implice în asemenea afaceri.
Când în 1997 fostul rege a adus în discuție afirmațiile lui Sulzberger, Karamanlis a declarat că „nu va avea de-a face cu fostele declarații ale regelui deoarece conținutul și atitudinea nu sunte demne de alte comentarii”
Afirmațiile regelui detronat cu privire la acuzațiile lui Sulzberger împotriva lui Karamanlis au fost folosite de presa de stânga, care îl critica pe Karamanlis, făcându-l „nerușinat”. Regele a discutat despre întâlnirea cu Bitsios din 1966 doar după cei doi au murit și nu au mai putut răspunde.
Pe 21 aprilie 1967, ordinea constituțională a fost răsturnată de o lovitură de stat condusă de ofițerii credincioși colonelului Georgios Papadopoulos. Regele a acceptat să primească jurământul depus de guvernul militar ca guvern legitim al Greciei, dar a lansat o contralovitură de stat eșuată în scopul de a răsturna junta opt luni mai târziu. Konstantin și familia sa au emigrat.

## Campania de defăimare a Stasi
În 2001, foști agenți ai poliției secrete est-germane Stasi, au declarat reporterilor investigatori greci că, în timpul Războiului Rece, au condus o operațiune de falsificare a dovezilor, cu scopul de a-l prezenta pe Karamanlis ca punând la cale o lovitură de stat și, astfel, dăunându-i reputației sale, într-o aparentă campanie de propagandă de dezinformare. Operațiunea s-ar fi bazat pe o conversație falsificată între Karamanlis și Strauss, un ofițer bavarez al regelui.
Ei au mai afirmat că o fotografie a fostului lider al partidui Noua Democrație, Constantin Mitsotakis, stând alături de un ofițer nazist în uniformă, care a fost publicată în mod repetat de către ziarul Avriani, care sprijinea partidul PASOK, a fost de fapt un fotomontaj fabricat în Bulgaria. Declarațiile lor nu au fost contestate până în prezent.

## Al doilea mandat de prim-ministru
După invazia turcă a Ciprului, dictatorii au renunțat în cele din urmă la Ioannides și politicile lui dezastruoase. La 23 iulie 1974, președintele Phaedon Gizikis a concovat o întrunire a politicienilor din vechea gardă, la care au participat Panagiotis Kanellopoulos, Spiros Markezinis, Stephanos Stephanopoulos, Evangelos Averoff și alții. Șefii forțelor armate au participat și ei la reuniune. Ordinea de zi a fost numirea unui guvern de uniune națională care să conducă țara până la alegeri.
Inițial, fostul prim-ministru Panagiotis Kanellopoulos a fost propus ca șef al noului guvern interimar. El fusese prim-ministru interimar înlăturat inițial de dictatură în 1967 și un politician distins care i-a criticat in mod repetat pe Papadopoulos și pe succesorul său. Încă se dădeau lupte grele în nordul Ciprului, când numeroși greci au ieșit pe străzi în toate orașele mari să sărbătorească decizia juntei de a renunța la putere înainte ca războiul din Cipru să se întindă peste Marea Egee. Dar discuțiile din Atena nu ajungeau la nici un punct comun cu oferta propusă de Gizikis lui Panagiotis Kanellopoulos pentru a forma un nou guvern.
Cu toate acestea, după ce toți ceilalți politicieni au plecat fără a ajunge la o decizie, Evangelos Averoff a rămas în sala de ședințe și a continuat discuția cu Gizikis. A afirmat că Karamanlis era singura personalitate politică ce putea conduce cu succes un guvern de tranziție, luând în considerare noile circumstanțe și pericole din afara țării. Gizikis și șefii forțelor armate au fost rezervați la început, dar în final au fost convinși de argumentele lui Averoff. Amiralul Arapakis a fost primul dintre liderii militari participați care și-au arătat susținerea pentru Karamanlis.
După intervenția decisivă a lui Averoff, Gizikis a decis să-l invite pe Karamanlis să-și asume calitatea de prim-ministru. De-a lungul șederii sale în Franța, Karamanlis a fost un adversar important al Regimului Coloneilor, junta militară care a preluat puterea în Grecia în aprilie 1967. Acum, lui i se cerea să-și încheie exilul autoimpus și să restabilească democrația în țara în care a instaurat-o pentru prima dată, Grecia.
La vestea sosirii sale iminente mulțimile ateniene au ieșit în stradă aplaudând și scandând: Έρχεται! Έρχεται! (Vine! Vine!) Festivități asemănătoare au avut loc în toată Grecia. Atenienii au venit cu miile la aeroport pentru a-l întâmpina. Karamanlis a depus jurământul ca prim-ministru în timpul președintelui pro tempore Phaedon Gizikis care a rămas la putere ca interimar, până în decembrie 1974, din motive de continuitate juridică până când putea fi adoptată o nouă constituție în timpul metapolitefsi, după care avea să fie înlocuit cu președintele Michail Stasinopoulos, ales prin vot.
În primele săptămâni ale metapolitefsi, Karamanlis a fost nevoit să doarmă la bordul unui iaht urmărit de un distrugător de frica unei noi lovituri de stat. Karamanlis a încercat să reducă tensiunile dintre Grecia și Turcia, care au fost la un pas de război din cauza crizei Ciprului, pe cale diplomatică. În două conferințe succesive la Geneva, unde guvernul grec a fost reprezentat de George Mavros, nu s-a reușit evitarea invaziei și ocuparea a 37% din Cipru de către Turcia pe 14 august 1974.
Procesul statornic de tranziție de la regimul militar la o democrație pluralistă a avut succes. În această perioadă de tranziție de metapolitefsi, Karamanlis a legalizat Partidul Comunist din Grecia (KKE), care fusese interzis cu decenii în urmă. Legalizarea partidului comunist a fost considerată de mulți ca un gest politic de incluzionism și apropiere. În același timp, el a eliberat toți deținuții politici și a grațiat toate crimele politice împotriva juntei.
În continuarea reconcilierii, el a adoptat o abordare moderată de înlăturare a colaboratorilor numiți de regimul dictatorial din pozițiile pe care le aveau în birocrația guvernului, și a declarat că vor avea loc alegeri libere în noiembrie 1974, la patru luni după prăbușirea Regimului Coloneilor.
În alegerile din 1974, Karamanlis cu noul format partid conservator, numit Noua Democrație a obținut o majoritate parlamentară masivă și a fost ales prim-ministru. Alegerile au fost urmate de referendumul din 1974 cu privire la abolirea monarhiei și instaurarea Republicii Elene, difuzarea proceselor foștilor dictatori în 1975 (care au primit condamnarea la moarte pentru înaltă trădare și revoltă, sentință comutată apoi la închisoare pe viață) și redactarea constituției în 1975.
În 1977, Noua Democrație a câștigat din nou alegerile, iar Karamanlis a continuat să fie prim-ministru până în 1980.
Sub mandatul de premier al lui Karamanlis, guvernul său a întreprins numeroase naționalizări în mai multe sectoare, inclusiv în sectorul bancar și în transporturi. Politicile de planificare a economiei, care au dus la crearea unui semnificativ sector de stat în economie, au fost descrise de mulți ca socialmania.

## Primul și al doilea mandat ca președinte
În urma semnării Tratatului de Aderare la Comunitatea Economică Europeană (acum Uniunea Europeană) în 1979, Karamanlis a renunțat la funcția de premier și a fost ales Președintele Republicii Elene în 1980 de către Parlament, și în 1981 a supervizat aderarea oficială a Greciei la Comunitatea Economică Europeană, al cărei al zecelea membru a devenit. El a servit până în 1985 și a fost urmat de Christos Sartzetakis.
În 1990 a fost reales președinte de o majoritate parlamentară conservatoare (sub guvernul conservator al prim-ministrului Konstantinos Mitsotakis) și a servit până în 1995, când a fost urmat de Kostis Stephanopoulos.

## Finalul vieții
Karamanlis s-a retras în 1995, la vârsta de 88 de ani, câștigând 5 alegeri parlamentare, și și-a petrecut 14 ani ca prim-ministru, 10 ani ca Președinte al Republicii, și în total mai mult de șaizeci de ani în politică. Pentru marele său serviciu pentru democrație și ca pioner al integrării europene la începutul Uniunii Europene, lui Karamanlis i s-a acordat unul din cele mai prestigioase premii europene, Premiul Carol cel Mare, în 1978. Și-a lăsat arhivele prin testament Fundației Konstantinos Karamanlis, un think tank conservator pe care l-a fondat și dotat.
Karamanlis a murit după o scurtă suferință în 1998, la vârsta de 91 de ani.

## Urmări și critici
Nepotul său Kostas Karamanlis devenit mai târziu liderul partidului Noua Democrație (Nea Demokratia) și prim-ministrului Greciei în perioada 2004-2009.
Karamanlis a fost lăudat pentru prezidarea unei perioade timpurii de creștere economică rapidă a Greciei (1955-1963) și pentru rolul său primar pentru aderarea la Uniunea Europeană.
Susținătorii săi îl lăudau cu apelativul carismaticul Ethnarches (Lider Național). Unii din adversarii de stânga l-au acuzat de apologierea grupurilor „para-statale”, ai membrilor „Via kai Notheia” (Violență și Corupție), responsabili pentru fraudă electorală dintre ERE și partidul Uniunii de Centru al lui Papandreou și vina în asasinarea lui Gregoris Lambrakis. Unii din adversarii consevativi ai lui Karmanlis l-au criticat pentru politicile economice socialiste din timpul anilor '70, care au inclus și naționalizarea companiei „Olympic Airlines” și a Băncii Emporiki și crearea unui mare sector public. Karamanlis a fost de asemenea criticat de Ange S. Vlachos pentru indecizia în gestonarea crizei din Cipru din 1974 deși este binecunoscut faptul că a evitat totul pentru a nu intra într-un război împotriva Greciei.
Karamanlis este recunoscut pentru restaurarea cu succes a democrației în timpul metapolitefsi și repararea celor două mari schisme naționale prin legalizarea Partidului Comunist și prin instituirea sistemului prezidențial democrat în Grecia. Acuzarea junta cu succes din timpul junta trials și sentințele grele impuse conducătorilor juntei au trimis un mesaj armatei, acela că era încălcării constituției a luat sfârșit. Politica de integrare europeană a lui Karamanlis este cunoscută pentru relațiile paterne între Grecia și Statele Unite.

## Omagiu
Pe 29 iunie 2005 a avut loc la Odeonul lui Herodes Atticus un omagiu audio-vizual celebrând contribuțiile aduse de Konstantinos Karamanlis culturii Greciei. Spectacolul a fost regizat de George Remoundos, iar Stavros Xarhakos a ales și dirijat muzica. Evenimentul cu titlul Memorii Culturale a fost organizat de Fundația Konstantinos G. Karamanlis. În 2007 au avut loc mai multe evenimente pentru a sărbători 100 de ani de la nașterea sa.

## Literatură
- Pavlos Tzermias: Konstantin Karamanlis. Versuch einer Würdigung. Tübingen: Francke, 1992.
- Dimitris Michalopoulos, "Constantin Caramanlis et l'affaire de Chypre: le noeud gordien à résoudre", A Festschrift in Honor of Professor Tasin Gemil on the occasion of his 70th birthday, Presa Universitară Clujeană, 2013, p. 549-559.ISBN 978-973-595-622-6.
- Dimitris Michalopoulos, "The Issue of the Christian Orthodox Turks: A Historical Perspective",Balkanlar. Siyaset ve Göc. 8. Uluslarası  Mübadele ve Balkan Türk Kültürü Araștırmaları Kongresi Bildileri, p. 55-60 (ISBN 978-605-88120-3-1)